# Nilgiritragus hylocrius
Nilgiritragus hylocrius é uma espécie de mamífero da família Bovidae. É a única espécie descrita para o gênero Nilgiritragus. Endêmica da Índia, pode ser encontrada apenas nas montanhas Nilgiri.

## Nomenclatura e taxonomia
A espécie foi descrita originalmente por William Ogilby, em 1838, como Hemitragus hylocrius. Em 2005, estudos moleculares demonstraram que o gênero Hemitragus não era monofilético, e a espécie foi separada num gênero próprio, o Arabitragus.